# اگنس ون کوروسکی
اگنس وُن کورُوْسکی استنفیلد (Agnes von Kurowsky Stanfield)، (زاده ۵ ژانویه ۱۸۹۲ - درگذشته ۲۵ سپتامبر ۱۹۸۴)، پرستاری آمریکایی بود که الهام‌بخش شخصیت کاترین بارکلی (Catherine Barkley) در رمان وداع با اسلحه نوشته ارنست همینگوی بود.
کوروسکی در جنگ جهانی اول در بیمارستان صلیب سرخ آمریکا در شهر میلان پرستار بود که همینگوی ۱۹ ساله به خاطر جراحت ترکش خمپاره در آن بستری شد. همینگوی عاشق پرستار ۲۷ ساله شد و قرار گذاشتند با هم ازدواج کنند ولی هنگامی که همینگوی در ژانویه ۱۹۱۹ به آمریکا بازگشت، کوروسکی در نامه‌ای به او نوشت که با افسری ایتالیایی نامزد کرده است. اگرچه کوروسکی هم به آمریکا بازگشت اما این دو دیگر هیچ‌وقت یکدیگر را ملاقات نکردند. داستان عشق این دو در فیلمی با نام در عشق و جنگ نمایش داده شده که به کارگردانی ریچارد اتنبرا در سال ۱۹۹۶ ساخته شد.
همینگوی، شخصیت کوروسکی را در داستان‌های کوتاه برف‌های کلیمانجارو و یک داستان خیلی کوتاه و نیز رمان وداع با اسلحه آورده است. هویت اگنس در کاراکترهای داستان‌های همینگوی چندان شناخته شده نبود تا اینکه برادر همینگوی، لیسستر همینگوی در سال ۱۹۶۱ در کتابش هویت اصلی کاترین بارکلی را مشخص کرد.

## ازدواج‌ها و مرگ
کوروسکی دو بار ازدواج کرد. بار اول با هوارد پترسون گارنر (Howard Preston Garner) در ۲۴ نوامبر ۱۹۲۸ که در صلیب سرخ در هائیتی کار می‌کرد که پس از ترک خدمت در هاییتی بلافاصله طلاق کرد. بار دوم در ۱۹۳۴ با ویلیام استنفیلد که یک مدیر هتل بود ازدواج کرد. همسر ویلیام استنفیلد مرده بود و سه فرزند از همسر پیشین خود داشت.
در جنگ جهانی دوم، شوهرش و پسر ناتنی‌اش در نیروی دریایی خدمت کردند و خود او به همراه دو دختر ناتنی‌اش به نیویورک رفتند و او به کار در بانک خون صلیب سرخ مشغول شد. شوهرش در ۱۹۸۴ در سن ۹۲ سالگی درگذشت.
کوروسکی نیز در ۱۹۸۴ درگذشت و در گورستان ملی سربازان و هوابردان ایالات متحده در واشینگتن، دی.سی. به خاک سپرده شد. او به خاطر خدمات دلاورانه و ستودنی‌اش در صلیب سرخ در جنگ جهانی اول مورد تقدیر قرار گرفته است.